# Iekaterinogradskaïa
Iekaterinogradskaïa (russe : Екатериноградская) est une localité rurale (une stanitsa) de la république de Kabardino-Balkarie en Russie.

## Géographie
La localité est située à 25 kilomètres à l'ouest de Mozdok près du confluent des rivières Malka et Terek.

## Histoire
La ville a été fondée en 1777 par Grigori Potemkine et Catherine II y a fait élever un arc de triomphe à sa gloire. 
Pendant la période soviétique, la stanitsa a été renommée Krasnogradskaïa (du russe krasny « rouge »), mais dans les années 1990, elle a repris son nom d'origine.